# Dommers (geslacht)
Dommers is een Nederlands patriciërsgeslacht dat opgenomen is in het genealogisch naslagwerk, een boekenreeks van het Nederland's Patriciaat.
Het geslacht is ontstaan bij Lodewijk Dommers. Hij was raadslid van de gemeente Coevorden en lid van de Gedeputeerde Staten van Drenthe en even later ook de eerste burgemeester van de gemeente Schoonebeek die later weer werd opgeheven. Hij werd tot ridder geslagen in de Orde van Oranje-Nassau en even later werd het Dommerskanaal naar hem vernoemd. Ook werd in 1874 Villa La Paix voor hem gebouwd waar hij tot zijn dood heeft gewoond. 
Het geslacht bestaat nog steeds en staat nog altijd in het Blauwe boekje.

## Enkele telgen
- Josef Dommers, oprichter van Raumdesign Dommers GmbH
- Lodewijk Dommers, Nederlands politicus